# هدسون فيليبي غونسالفيس
هدسون فيليبي غونسالفيس (24 يناير 1996 في البرازيل - ) هو لاعب كرة قدم برازيلي في مركز الوسط.

## وصلات خارجية
- هدسون فيليبي غونسالفيس على موقع قاعدة بيانات كرة القدم.إي يو (الإنجليزية)